# Nhĩ Chu Hoàng hậu (Nguyên Diệp)
Nhĩ Chu Hoàng hậu (chữ Hán: 爾朱皇后) (không rõ tên thật) là Hoàng hậu của Bắc Ngụy Phế đế Nguyên Diệp trong lịch sử Trung Quốc.

## Tiểu sử
Nhĩ Chu Hoàng hậu là con gái của Nhĩ Chu Triệu, cháu trai của đại tướng Nhĩ Chu Vinh.

## Hoàng hậu
Vào mùa thu năm 530, Hiếu Trang Đế lo sợ rằng Nhĩ Chu Vinh cuối cùng sẽ cướp ngôi nên đã cho phục kích và giết chết Vinh trong hoàng cung tại Lạc Dương. Vợ của Nhĩ Chu Vinh (dì của Nguyên Diệp), cùng với em họ của Nhĩ Chu Vinh là Nhĩ Chu Thế Long (爾朱世隆), đã chạy thoát được ra khỏi thành Lạc Dương và tiến về phía bắc, họ gặp cháu trai của Nhĩ Chu Vinh là Nhĩ Chu Triệu (爾朱兆) tại Trường Tử (長子, nay thuộc Trường Trị, Sơn Tây). Họ quyết định lập Nguyên Diệp làm hoàng đế nhằm tạo thế đối địch với Hiếu Trang Đế. Nguyên Diệp phong cho bà làm Hoàng hậu (tuy nhiên không rõ ông đã thành thân với bà từ trước hay chỉ mới vào thời điểm đó).
Chưa đầy hai tháng sau đó, quân Nhĩ Chu đã chiếm được Lạc Dương và bắt giữ Hiếu Trang Đế. Hiếu Trang Đế sau đó bị giải đến thành Tấn Dương (晉陽, nay thuộc Thái Nguyên, Sơn Tây) và bị giết chết.
Tuy nhiên, Nhĩ Chu Thế Long và các anh em của ông ta lại cho rằng Nguyên Diệp có họ hàng quá xa với dòng dõi của các hoàng đế gần nhất trước đó và không đủ danh tiếng để trở thành hoàng đế. Họ đã đề nghị lập Quảng Lăng vương Nguyên Cung, là con trai của hoàng đệ Nguyên Vũ (元羽) của Hiếu Văn Đế, buộc Nguyên Cung phải hợp tác. Khi Nguyên Diệp đến vùng lân cận Lạc Dương, Nhĩ Chu Thế Long đã buộc ông phải nhường ngôi cho Nguyên Cung, trở thành Bắc Ngụy Tiết Mẫn Đế.

## Đông Hải vương phi
Sau khi thoái vị, Tiết Mẫn Đế phong cho Nguyên Diệp làm Đông Hải vương, một tước hiệu lớn hơn Trường Quảng vương, và đối đãi với ông một cách tôn trọng. Nhĩ Chu hoàng hậu trở thành Đông Hải vương phi.
Đến mùa hè năm 532, Tiết Mẫn Đế bị hạ độc giết chết. Đến mùa đông năm 532, Nguyên Diệp cũng bị giết.

## Tái giá
Sau khi Nguyên Diệp chết, Nhĩ Chu vương phi trở thành thiếp của Cao Hoan, người chia đôi Bắc Ngụy thành Đông Ngụy và Tây Ngụy năm 534.
Bà hạ sinh một con trai là Cao Triết (高湝), về sau trở thành Nhiệm Thành vương của Bắc Tề. Sau khi sinh con không lâu, bà tư thông với người anh em của Cao Hoan là Cao Sâm (高琛). Sau khi chuyện tư tình bị phát giác, Cao Hoan đã đánh Cao Sâm đến chết. Mặc dù không giết bà, nhưng Cao Hoan chuyển bà đến Linh Châu (靈州, Nay là Ngân Xuyên, Ninh Hạ). Sau khi Cao Hoan chết, bà tái giá lấy Lư Cảnh Chương (盧景璋), không có nhiều ghi chép về người này. Không rõ năm bà qua đời.